# Francisco Ximénes de Texada
Francisco Ximénes de Texada (1703 - 1775) was de 69ste grootmeester van de Orde van Malta. Hij volgde in 1773 Manuel Pinto de Fonseca op als grootmeester. Zijn regeerperiode werd gekenmerkt door een opstand van priesters. Tevens was Ximénes de Texada niet bepaald geliefd. In 1775 stierf hij en werd hij begraven in de Sint-Janscokathedraal in Valletta. Hij werd opgevolgd door Emmanuel de Rohan-Polduc.